# Standardul Sagan

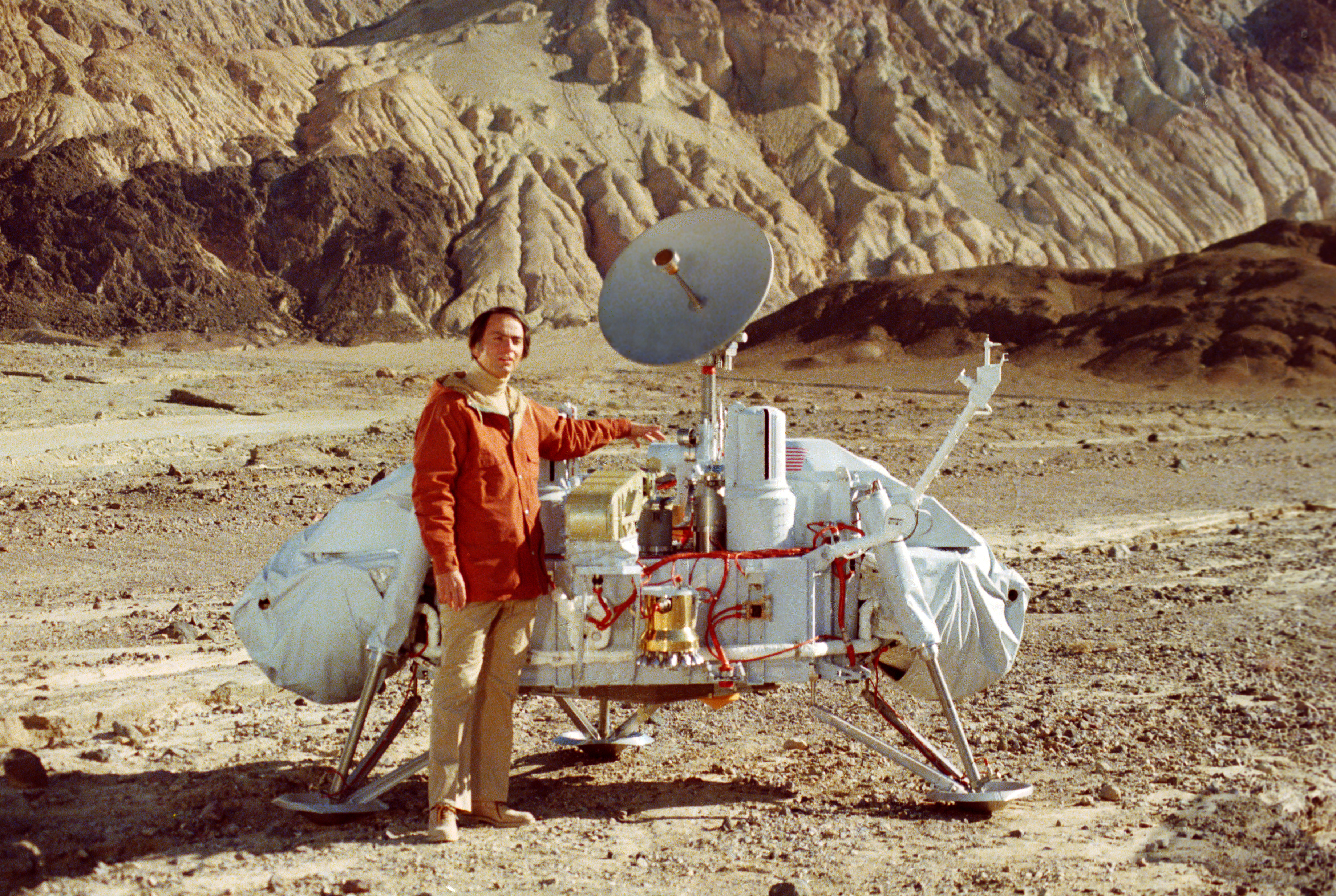
Carl Sagan a popularizat standardul eponim.

Standardul Sagan este aforismul conform căruia „afirmațiile extraordinare necesită dovezi extraordinare” (în engleză extraordinary claims require extraordinary evidence). Este numit după comunicatorul pe teme științifice Carl Sagan, care a folosit expresia în cartea sa din 1979 Broca's Brain⁠(d) și în programul de televiziune din 1980 Cosmos. Standardul a fost descris ca fiind fundamental pentru metoda științifică și este considerat a încapsula principiile de bază ale scepticismului științific⁠(d).
Standardul Sagan este similar cu briciul lui Occam, prin aceea că ambele euristici⁠(d) preferă explicațiile mai simple ale unui fenomen față de cele mai complicate. În aplicații, există o oarecare ambiguitate cu privire la momentul în care probele sunt considerate suficient de „extraordinare”. Standardul Sagan este adesea invocat pentru a contesta datele și descoperirile științifice sau pentru a critica afirmațiile pseudoștiințifice. Unii critici au susținut că standardul ar putea suprima inovația și ar putea întări prejudecata de confirmare⁠(d).
Propoziții similare au fost enunțate anterior de figuri precum Thomas Jefferson în 1808, Pierre-Simon Laplace în 1814 și Théodore Flournoy⁠(d) în 1899. Formularea „afirmațiile extraordinare necesită dovezi extraordinare” fusese folosită cu un an înainte de Sagan, de scepticul științific Marcello Truzzi⁠(d). De asemenea, s-a susținut că filosoful David Hume ar fi caracterizat pentru prima dată pe deplin principiile standardului Sagan în eseul său din 1748 „Despre miracole⁠(d)”.

## Aplicații
S-a desfășurat o dezbatere interesantă în cadrul [Comisiei Federale de Comunicații⁠(d)] între cei care cred că toate doctrinele care miros a pseudoștiință trebuie combătute și cei care cred că fiecare chestiune trebuie judecată pe propriul merit, dar că povara demonstrației⁠(d) cade în întregime în seama celor care fac propunerile. Eu mă regăsesc foarte mult în tabăra celor din urmă. Cred că extraordinarul trebuie cu siguranță căutat. Dar afirmațiile extraordinare necesită dovezi extraordinare.
Standardul Sagan – „afirmațiile extraordinare necesită dovezi extraordinare” – se află, potrivit psihologului Patrizio Tressoldi, „în centrul metodei științifice și reprezintă un model pentru gândirea critică, gândirea rațională și scepticismul de pretutindeni”. Acesta a fost, de asemenea, descris ca un „principiu fundamental al scepticismului științific”. Expresia este adesea folosită în contextul paranormalului și al altor afirmații pseudoștiințifice. Este  invocat frecvent și în literatura științifică pentru a contesta propunerile de cercetare, cum ar fi o nouă specie de tapir amazonian⁠(d), moștenirea biparentală a ADN-ului mitocondrial sau un „mega-tsunami” în holocen⁠(d).
Standardul este legat de briciul lui Occam întrucât, conform unei astfel de euristici⁠(d), explicațiile mai simple sunt de preferat în locul celor mai complicate. Doar în situațiile în care există dovezi extraordinare, o afirmație extraordinară rămâne cea mai simplă explicație. O formă a acesteia mai utilabilă ca rutină apare în testarea ipotezelor, unde se preferă ipoteza că nu există dovezi pentru fenomenul propus, ceea ce este cunoscut sub numele de „ipoteza nulă”. Argumentul formal implică atribuirea unei probabilități bayesiene a priori⁠(d) mai mari acceptării ipotezei nule decât respingerii acesteia.

## Analiză și critică
Comunicatorul științific Carl Sagan nu a descris niciun parametru concret sau cantitativ cu privire la ceea ce constituie „dovezi extraordinare”, ceea ce ridică problema dacă standardul poate fi aplicat în mod obiectiv. Academicul David Deming observa că ar fi „imposibil să se bazeze toată gândirea rațională și metodologia științifică pe un aforism al cărui sens este în întregime subiectiv”. În schimb, el susține că „dovezile extraordinare” ar trebui privite ca o cantitate suficientă de probe, mai degrabă decât probe considerate de o calitate extraordinară. Tressoldi a remarcat că pragul dovezilor este de obicei decis prin consens. Această problemă este mai puțin evidentă în medicina clinică și psihologie, unde rezultatele statistice pot stabili puterea dovezilor⁠(d).
Deming a mai remarcat că standardul poate „suprima inovația și menține ortodoxia”. Alții, precum Etzel Cardeña⁠(d), au observat că multe descoperiri științifice care au stimulat schimbări de paradigmă⁠(d) au fost inițial considerate „extraordinare” și probabil că nu ar fi fost acceptate atât de larg dacă ar fi fost necesare dovezi extraordinare. Respingerea uniformă a afirmațiilor extraordinare ar putea confirma prejudecata de confirmare⁠(d) în subdomenii. În plus, există îngrijorarea că, atunci când este aplicat în mod inconsecvent, standardul exacerbează prejudecățile rasiale și de gen. Psihologul Richard Shiffrin⁠(d) a susținut că standardul nu ar trebui folosit pentru a împiedica publicarea cercetărilor, ci pentru a stabili care este cea mai bună explicație pentru un fenomen. În schimb, psihologul matematician Eric-Jan Wagenmakers⁠(d) a declarat că afirmațiile extraordinare sunt adesea false și publicarea lor „poluează literatura”. Pentru a califica publicarea unor astfel de afirmații, psihologul Suyog Chandramouli a sugerat includerea opiniilor evaluatorilor colegiali cu privire la plauzibilitatea lor sau atașarea unui rezumat al evaluărilor colegiale în post-publicare.
Specialistul în științe cognitive și cercetătorul din domeniul IA Ben Goertzel⁠(d) consideră că expresia este folosită ca o „memă retorică” fără gândire critică. Filosoful Theodore Schick⁠(d) a susținut că „afirmațiile extraordinare nu necesită dovezi extraordinare” dacă oferă explicația cea mai adecvată. Mai mult, teiștii și apologeții creștini precum William Lane Craig⁠(d) au susținut că este nedrept ca standardul să fie aplicat miracolelor religioase, deoarece alte afirmații improbabile sunt adesea acceptate pe baza unor mărturii limitate, cum ar fi o persoană care susține că a câștigat la loterie.

## Origine și precursori

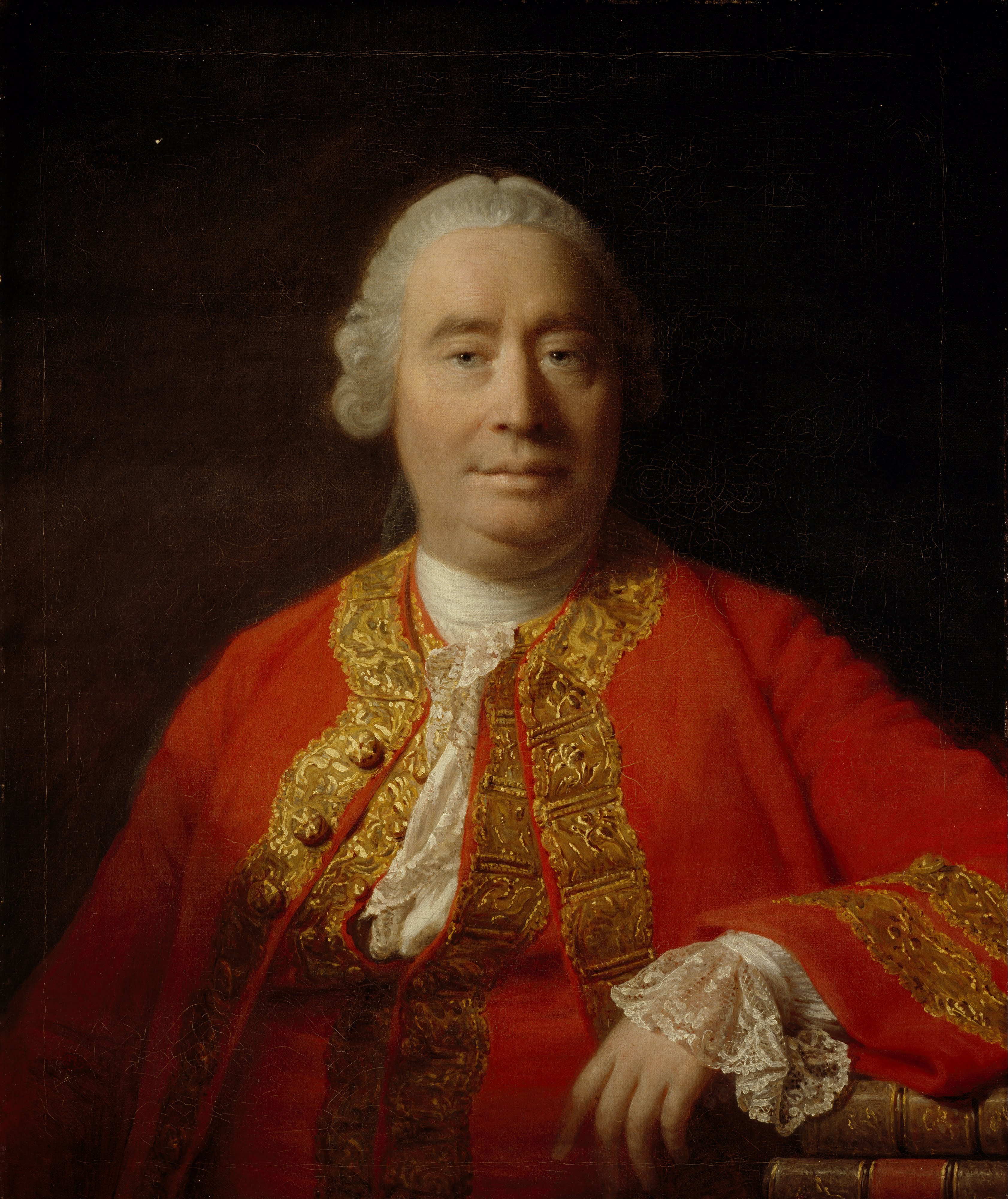
Filosoful David Hume poate fi primul care a descris pe deplin principiile standardului Sagan.

Sagan a popularizat aforismul în cartea sa din 1979, Broca's Brain⁠(d) și în emisiunea sa de televiziune din 1980 Cosmos, cu referire la afirmațiile despre extratereștrii care vizitează Pământul. Sagan a enunțat pentru prima dată standardul eponim într-un interviu din 1977 pentru The Washington Post. Cu toate acestea, scepticul științific Marcello Truzzi⁠(d) folosise formularea „afirmațiile extraordinare necesită dovezi extraordinare” într-un articol publicat de Parapsychology Review în 1975, precum și într-un articol din Zetetic Scholar din 1978. Două articole din 1978 îl citau pe fizicianul Philip Abelson — pe atunci editor al revistei Science — ca folosind aceeași expresie ca și Truzzi.
În eseul său din 1748 „Despre miracole⁠(d)”, filozoful David Hume a scris că, dacă „faptul... ține de extraordinar și de miraculos... dovezile... primesc o diminuare, mai mare sau mai mică, în măsura în care este mai mult sau mai puțin neobișnuit”. Deming a concluzionat că aceasta a fost prima explicare completă a standardului. Spre deosebire de Sagan, Hume a definit natura „extraordinarului”: el a scris că este vorba de dovezi de mare magnitudine.
Alții au prezentat idei foarte asemănătoare. Quote Investigator⁠(d) citează afirmații similare făcute de Benjamin Bayly⁠(d) (în 1708), Arthur Ashley Sykes⁠(d) (1740), Beilby Porteus⁠(d) (1800), Elihu Palmer⁠(d) (1804) și William Craig Brownlee⁠(d) (1824). Savantul francez Pierre-Simon Laplace, în eseuri (1810 și 1814) despre stabilitatea sistemului solar⁠(d), a scris că „ponderea dovezilor pentru o afirmație extraordinară trebuie să fie proporțională cu ciudățenia ei”. Thomas Jefferson, într-o scrisoare din 1808, exprimă scepticismul contemporan față de meteoriți astfel: „O mie de fenomene pe care nu le putem explica se prezintă zilnic, dar acolo unde sunt sugerate fapte, fără nicio analogie cu legile naturii încă cunoscute nouă, adevărul lor are nevoie de dovezi proporționale cu dificultatea lor”.

### Cărți
- Craig, William Lane (2008). Reasonable faith: Christian Truth and Apologetics. Crossway. ISBN 9781433501159. Parametru necunoscut |orig-date= ignorat (ajutor)
- Goertzel, Ben; Goertzel, Joe (2015). „Skeptical Responses to Psi Research”.  În Broderick D.; Goertzel B. Evidence for Psi: Thirteen Empirical Research Reports. McFarland. pp. 291–301. ISBN 9780786478286. OCLC 896344862.
- Kaufman, Marc (2012). First Contact: Scientific Breakthroughs in the Hunt for Life Beyond Earth (ed. Reprint). Simon and Schuster. ISBN 9781439109014.
- Larmer, Robert A. (2013). The Legitimacy of Miracle. Lexington Books. ISBN 9780739184219.
- Matthews, Paul (2010). Sample Size Calculations: Practical Methods for Engineers and Scientists. Mathews Malnar and Bailey. ISBN 9780615324616. Arhivat din original la 2 septembrie 2023. Accesat în 19 martie 2023.
- McMahon, Sean (2020). „Do Extraordinary Claims Require Extraordinary Evidence?”.  În Smith K. C.; Mariscal C. Social and Conceptual Issues in Astrobiology. Oxford University Press. pp. 117–129. ISBN 9780190915650. Arhivat din original la 28 octombrie 2023. Accesat în 22 octombrie 2023.
- Sagan, Carl (1979). Broca's Brain: The Romance of Science. Hodder and Stoughton. ISBN 9780394501697.
- Smith, Jonathan C. (2011). Pseudoscience and Extraordinary Claims of the Paranormal: A Critical Thinker's Toolkit. John Wiley & Sons. ISBN 9781444358940. Arhivat din original la 28 octombrie 2023. Accesat în 19 martie 2023.

### Articole științifice
- Cardeña, Etzel (2018). „The Experimental Evidence for Parapsychological Phenomena: A Review” (PDF). American Psychologist. American Psychological Association. 73 (5): 663–677. doi:10.1037/amp0000236. PMID 29792448. Arhivat din original (PDF) la 7 septembrie 2023. Accesat în 24 septembrie 2023.
- Deming, David (2016). „Do Extraordinary Claims Require Extraordinary Evidence?”. Philosophia. 44 (4): 1319–1331. doi:10.1007/s11406-016-9779-7. PMC 6099700 . PMID 30158736.
- DeVorkin, David H. (2010). „Extraordinary Claims Require Extraordinary Evidence: C.H. Payne, H.N. Russell and Standards of Evidence in Early Quantitative Stellar Spectroscopy” (PDF). Journal of Astronomical History and Heritage. 13 (2): 139–144. Bibcode:2010JAHH...13..139D. doi:10.3724/sp.j.1440-2807.2010.02.09. Arhivat din original (PDF) la 2 septembrie 2023. Accesat în 5 septembrie 2023.
- Kiely, John; Pickering, Craig; Halperin, Israel (2019). „Comment on "Biological Background of Block Periodized Endurance Training: A Review"”. Sports Medicine. 49 (9): 1475–1477. doi:10.1007/s40279-019-01114-9. PMID 31054093. Arhivat din original la 14 octombrie 2023. Accesat în 24 septembrie 2023.
- Lineweaver, Charles H. (2022). „The 'Oumuamua Controversy: Bayesian Priors and the Evolution of Technological Intelligence”. Astrobiology. 22 (12): 1419–1428. Bibcode:2022AsBio..22.1419L. doi:10.1089/ast.2021.0185. PMID 36475967. Arhivat din original la 28 octombrie 2023. Accesat în 24 septembrie 2023.
- Pigliucci, Massimo; Boudry, Maarten (2013). „Prove it! The Burden of Proof Game in Science vs. Pseudoscience Disputes”. Philosophia. 42 (2): 487–502. doi:10.1007/s11406-013-9500-z. Arhivat din original la 21 octombrie 2023. Accesat în 14 octombrie 2023.
- Pinter, Nicholas; Ishman, Scott E. (2008). „Impacts, Mega-tsunami, and Other Extraordinary Claims” (PDF). GSA Today. The Geological Society of America. 18 (1): 37–38. Bibcode:2008GSAT...18a..37P. doi:10.1130/gsat01801gw.1. Arhivat din original (PDF) la 2 iulie 2022. Accesat în 24 septembrie 2023.
- Rao, K.R. (1978). „Psi: Its Place in Nature”. Journal of Parapsychology. 42 (4): 276–303. Arhivat din original la 4 septembrie 2023. Accesat în 5 septembrie 2023.
- Salas, Antonio; Sebastian, Schönherr; Bandelt, Hans-Jürgen; Gómez-Carballa, Alberto; Weissensteiner, Hansi (2020). „Extraordinary Claims Require Extraordinary Evidence in Asserted mtDNA Biparental Inheritance”. Genetics. Forensic Science International. 47. doi:10.1016/j.fsigen.2020.102274. PMID 32330850. Arhivat din original la 28 octombrie 2023. Accesat în 24 septembrie 2023.
- Shiffrin, Richard M.; Matzke, Dora; Crystal, Jonathon D.; Wagenmakers, E.J.; Chandramouli, Suyog H.; Joachim, Vandekerckhove; Zorzi, Marco; Morey, Richard D.; Murphy, Mary C. (2021). „Extraordinary claims, extraordinary evidence? A discussion”. Learning & Behavior. 49 (10): 265–275. doi:10.1371/journal.pone.0223675 . PMC 6812783 . PMID 31648222.
- Tressoldi, Patrizio E. (2011). „Extraordinary Claims Require Extraordinary Evidence: The Case of Non-Local Perception, a Classical and Bayesian Review of Evidences”. Frontiers in Psychology. 2 (117): 117. doi:10.3389/fpsyg.2011.00117 . PMC 3114207 . PMID 21713069.
- Truzzi, Marcello (1978). „On the Extraordinary: An Attempt at Clarification” (PDF). Zetetic Scholar. 1 (1). Arhivat din original (PDF) la 11 aprilie 2019. Accesat în 11 martie 2018.
- Voss, Robert S.; Helgen, Kristofer M.; Jansa, Sharon A. (2014). „Extraordinary Claims Require Extraordinary Evidence: A Comment on Cozzuol et al”. Journal of Mammalogy. 95 (4): 893–898. doi:10.1644/14-MAMM-A-054 . Arhivat din original la 2 septembrie 2023. Accesat în 5 septembrie 2023.

### Alte medii
- Berkes, Anna (14 noiembrie 2008). „Who Is the Liar Now?”. Monticello. Thomas Jefferson Foundation. Arhivat din original la 30 octombrie 2016.
- „Carl Sagan: Researcher, Educator, Communicator, Advocate and Activist”. The Library of Congress. Arhivat din original la 1 octombrie 2023. Accesat în 18 septembrie 2023.
- „Extraordinary Claims Require Extraordinary Evidence – Quote Investigator”. Quote Investigator. 5 decembrie 2021. Arhivat din original la 28 octombrie 2023. Accesat în 6 decembrie 2021.
- „Letter to Daniel Salmon on 15 February 1808 Discussing the Nature and Origin of Meteorites”. The Library of Congress. Arhivat din original la 22 august 2017.
- Sagan, Carl (14 decembrie 1980). „Encyclopaedia Galactica”. Cosmos: A Personal Voyage. Episodul 12.  01:24 minute. PBS.
- „A Stepchild of Science Starts to Win Friends”. U.S. News & World Report. 31 iulie 1978. pp. 41–42. Arhivat din original la 15 octombrie 2017.